# Алі Зейдан
Алі Зейдан (араб. علي زيدان; нар. 15 грудня 1950, Ваддан) — лівійський політик і дипломат, прем'єр-міністр країни у 2012—2014.

## Життєпис
У 80-х рр. 20-го ст. дипломат Алі Зідан долучився до опозиційного руху «Національний фронт за порятунок Лівії», що виступав проти режиму М.Каддафі, а потім почав працювати адвокатом з прав людини в Лівії в Женеві. Він працював посланцем у Європі перехідного уряду Лівії й, наскільки відомо, зіграв вирішальну роль, переконавши тодішнього президента Франції Ніколя Саркозі підтримати повстання проти Каддафі.
Національний конгрес Лівії був обраний у липні 2012 р. й у серпні прийняв владні повноваження у перехідного уряду, сформованого під час громадянської війни.
Був обраний на цю посаду Загальним національним конгресом 14 жовтня 2012, і розпочав виконувати обов'язки 31 жовтня, коли конгрес затвердив кабінет уряду на чолі з Зейданом. Таким чином, була подолана політична криза, викликана нездатністю попереднього обраного прем'єр-міністра сформувати уряд, що влаштовує Конгрес.
Зейдан — кар'єрний дипломат, колишній офіційний представник Перехідної національної ради в країнах Євросоюзу та член Лівійської ліги прав людини. Понад 30 років він провів у вигнанні і вважався одним з найзатятіших супротивників колишньої влади. Він увійшов у створений в 1981 році і об'єднав закордонну опозицію Національний фронт за порятунок Лівії (нині партія «Національний фронт») через рік після того, як відколовся від режиму Муаммара Каддафі, бувши співробітником посольства Джамахірії в Індії.

## Викрадення
Вранці 10 жовтня 2013 стало відомо, що угруповання «Оперативну мережу лівійських революціонерів» викрала прем'єр-міністра Лівії Алі Зейдана. Він був виведений озброєними людьми з готелю Corinthian в Триполі, і вивезений у невідомому напрямку. Також були відвезені двоє його охоронців.
Телеканал «Аль-Арабія» показав кадри, на яких видно, як Зайдан в зім'ятій сірій сорочці з порваним комірцем виводять з готелю озброєні чоловіки в цивільному.
Пізніше представник «Оперативної мережі лівійських революціонерів» заявив, що Зейдан був «арештований на вимогу прокуратури згідно з лівійським кримінальним кодексом за злочини, що завдають шкоди державі та її безпеки».
«Оперативна мережа лівійських революціонерів» позиціює себе виконавцем розпоряджень міністерства оборони та міністерства внутрішніх справ Лівії.
Того ж дня Алі Зейдан відпустили на свободу.
Агентство Рейтер повідомило, що причиною затримання Зейдана стало «заява (держсекретаря США) Джона Керрі про затримання Анаса аль-Лібі, після того, як він сказав, що лівійський уряд був в курсі (американської) операції».

## Відставка
11 березня 2014 депутати лівійського парламенту оголосили вотум недовіри прем'єр-міністрові Алі Зейдану після того, як північнокорейський танкер «Морнінг Ґлорі» зумів з нафтою від повстанців покинути лівійський порт Ес-Сідр.